# Mrljak
Mrljak (cyr. Мрљак) – wieś w Serbii, w okręgu toplickim, w mieście Prokuplje. W 2011 roku liczyła 23 mieszkańców.